# SS501
SS501 là một nhóm nhạc Hàn Quốc thuộc quyền quản lý của Daesung Entertainment (DSP Entertainment). Nhóm xuất hiện lần đầu tiên với 5 thành viên vào ngày 8 tháng 6 năm 2005 với đĩa đơn đầu tay, Warning. 5 thành viên gồm Kim Hyun Joong (trưởng nhóm), Heo Young Saeng, Kim Kyu Jong, Park Jung Min, Kim Hyung Joon

## Ý nghĩa tên
Chữ "S" đầu tiên là viết tắt của "Star" (ngôi sao). Chữ "S" thứ hai là viết tắt cho "Singer" (ca sĩ). Số 5, 0, và 1 có nghĩa là "năm thành viên thống nhất là một mãi mãi"

## 2005-2006: Ra mắt
SS501 ra mắt vào ngày 08 tháng 6 năm 2005 với đĩa đơn đầu tiên của họ "Kyeonggo" (경고, Warning), đĩa đơn thứ hai "Snow Prince" phát hành vào cuối năm 2005.
Nhóm đã hầu như không hoạt động tại Hàn Quốc trong năm 2006, mặc dù họ đã có một cuộc họp fan tại Nhật Bản trong tháng 4. Sự gián đoạn là do họng Heo Young Saeng cần phải phẫu thuật, do đó anh cần thời gian để hồi phục hoàn toàn. Vào giữa năm 2006, họ tổ chức concert đầu tiên, "Step Up Concert" tại Osaka, Nhật Bản. Cuối năm 2006, họ trở về Hàn Quốc để quảng bá cho album đầy đủ đầu tiên, được phát hành vào ngày 10 tháng 11 là S.T.01 Now. Ca khúc "Unlock" và "Four Chance" trong album được chú ý nhiều nhất.
Ngày 3 tháng 6 năm 2012, Kim Kyu Jong thành viên của nhóm đã tổ chức buổi fan meeting cuối, chào tạm biệt fan trước ngày nhập ngũ.

## Thành viên

### Kim Hyun Joong
- Tên khai sinh: Kim Hyun Joong (김현중, 金賢重)
- Cao: 1m81
- Sinh nhật: 6 tháng 6, 1986 (38 tuổi)
- Vai trò: Trưởng nhóm, Rap, Nhảy chính
- Gia đình: cha mẹ, anh trai
- Kinh nghiệm: MC các chương trình Music Core, SBS Inki Gayo, Mnet Countdown.
- Khả năng: hát, nhảy, chơi Piano, chơi Guitar, diễn xuất, bơi lội, đá bóng.
- Anh đã từng tham gia bộ phim Boy Over Flower phiên bản Hàn Quốc với vai diễn là một thành viên trong nhóm F4(Yoon Jihoo). Anh cũng có tham gia phim Playfull Kiss (tức Thơ ngây phiên bản Hàn). Hiện giờ anh cũng tham gia bộ phim Inspiring Generation (Shin Jung Tae)

### Heo Young Saeng
- Tên khai sinh: Heo Young Saeng (허영생, 許永生)
- Sinh nhật: 3 tháng 11, 1986 (38 tuổi)
- Vai trò: Hát chính, Hoàng tử của nhóm
- Gia đình: Ba, mẹ
- Kinh nghiệm: DJ cho chương trình "Youngstreet" của SBS (tháng 6-8 năm 2006)
- Khả năng: chơi Piano
- youngsaeng's official Twitter
- Eun Ah's official Twitter, SS501 Kyu Jong's younger sister

Anh bắt đầu sự nghiệp khi còn là thực tập sinh của SM entertainment. Sau đó anh rời công ty và gia nhập DSP Entertainment. Sau khi gia nhập một thời gian không lâu thì ngày 8 tháng 6 năm 2005 anh debut cùng 4 thành viên còn lại với tên SS501. Anh và Kim Kyu Jong cùng đầu quân về B2M Ent - công ty đang quản lý nữ ca sĩ nổi tiếng Lee Hyori.

### Kim Kyu Jong
- Tên khai sinh: Kim Kyu Jong (김규종, 金奎鐘)
- Sinh nhật: 24 tháng 2, 1987 (38 tuổi)
- Vai trò: Hát phụ, Trung tâm
- Gia đình: Bố mẹ, em gái
- Kinh nghiệm: DJ cho chương trình "Youngstreet" của SBS (tháng 6-8 năm 2006), Mnet "Drama - Break", Drama "SETI".
- Khả năng: ảo thuật, rap.

### Park Jung Min
- Tên khai sinh: Park Jung Min (박정민, 朴政珉)
- Chiều cao: 1m87 (nên hay nghiêng đầu để cao đều với nhóm)
- Sinh nhật: 3 tháng 4, 1987 (37 tuổi)
- Vai trò: Hát phụ, Nhảy dẫn, Charisma
- Gia đình: Bố mẹ, anh trai, chị gái
- Kinh nghiệm: MTV Fresh VJ (tháng 3-11 năm 2003), DJ cho chương trình "Youngstreet" của SBS, MC của một chương trình TV Hàn Quốc (MBC): 74434
- Khả năng: leo núi, sáng tác.

### Kim Hyung Joon
- Tên khai sinh: Kim Hyung Jun (김형준, 金亨俊)
- Sinh nhật: 3 tháng 8, 1987 (37 tuổi)
- Vai trò: Hát dẫn, Rap phụ
- Gia đình: Bố mẹ, em trai
- Kinh nghiệm: Oak Joo Hyun's (Fin. K.L) Music Video - Catch, MC Mnet Hello Chat (2006), MC Mnet ALBRARY (2008)
- Khả năng: Hát, nhảy, chơi Piano, Bơi lội
- Từng đóng trong phim: Boy over flowers

## Đĩa hát

### Đĩa đơn tiếng Hàn
| Thứ tự | Tên đĩa đơn                                                | Các ca khúc trong đĩa đơn                                                                 |
| ------ | ---------------------------------------------------------- | ----------------------------------------------------------------------------------------- |
| 1      | Warning - Phát hành ngày 25-06-2005                        | 1. Warning 2. Passion 3. Never Again 4. Take U High 5. Everything 6. Everything (Nhạc âm) |
| 2      | 2nd Single - Phát hành ngày 10-12-2005                     | 1. My Girl 2. Snow Prince 3. In Your Smile 4. Fighter 5. Hanyan Saram                     |
| 3      | Deja Vu - Phát hành ngày 13-03-2008                        | 1. Deja Vu 2. Song For You 3. Destiny                                                     |
| 4      | You are My Heaven - Phát hành ngày 27-06-2008              | 1. You are my heaven 2. You are my heaven (Nhạc âm)                                       |
| 5      | Thank You (Hyun Joong hát đơn) - Phát hành ngày 04-07-2008 | 1. Thank You 2. Thank You (Nhạc âm)                                                       |

### Đĩa đơn tiếng Nhật
| Thứ tự | Tên đĩa đơn                                         | Các ca khúc trong đĩa đơn |
| ------ | --------------------------------------------------- | --- |
| 1      | Kokoro (Tiếng Nhật) - Phát hành ngày 01-08-2007     | 1. Kokoro(Ending 2 của anime Blue Dragon) 2. Be A Star 3. Alice 4. Kokoro (Nhạc âm) 5. Be A Star (Nhạc âm) 6. Alice (Nhạc âm) |
| 2      | Distance (Nhạc âm) - Phát hành ngày 19-09-2007      | 1. Distance 2. Gleaming star 3. Wonderful world 4. Distance (Nhạc âm) 5. Gleaming star (Nhạc âm) 6. Wonderful world (Nhạc âm) |
| 3      | Lucky Days (tiếng Nhật) - Phát hành ngày 18-06-2008 | 1. Lucky days 2. Summer blue 3. Starry Sky 4. Lucky days (Nhạc âm) 5. Summer blue (Nhạc âm) 6. Starry Sky (Nhạc âm)           |

### Album
| Thứ tự | Tên album                                              | Các ca khúc trong album |
| ------ | ------------------------------------------------------ | --- |
| 1      | S.T.01 Now - Phát hành ngày 10-11-2006                 | 1. Existence 2. 4Chance 3. Unlock 4. Again 5. Stand By Me 6. Sky 7. Coward - 겁쟁이 8. Man 9. Hana 10. Confession (서툰고백) 11. Bye Bye 12. Radio Star 13. Wing of the World - 세상의 날개 14. 경고 (Bản Remix) 15. Unlock (Heavy Edition Feat. 김세황) (Ca khúc ẩn) |
| 2      | FIND - Special Mini Album - Phát hành ngày 24-07-2008  | 1. 너와 숨쉬다 2. You are my heaven 3. FIND 4. Thanks (Hyun Joong xướng âm) 5. You are my heaven (Nhạc âm) 6. FIND (Nhạc âm) 7. 사랑해 8. Thanks (Bản Accoustic) |
| 3      | U R Man - Mini Album - Phát hành ngày 24-11-2008       | 1. Want It 2. U R Man 3. The One 4. 사랑인거죠 (It's not love) (Young Saeng hát đơn) 5. Never let you go (Kyu Jong Solo hát đơn) 6. I am (Hyung Jun hát đơn) |
| 4      | Album tiếng Nhật - Phát hành ngày 24-11-2007           | 1. LIVE! 2. Distance 3. 4 Chance (Watch Game) 4. NO EXIT DAYS 5. Again 6. Boundless 7. Butterfly 8. Always and Forever 9. Kokoro(Ending 2 của anime Blue Dragon) |
| 5      | All My Love - Phát hành ngày 13/5/2009                 | 1. Message 2. Mermaid... 3. I Want You 4. Lucky Days 5. Get along 6. Promise to Promise 7. Believe in Love 8. Let's Break Away 9. Time of Destiny 10. Lover 11. End of shallow dream 12. Traveler glider 13. All My Love                                              |
| 6      | Mini Album "Rebirth" [Tái sinh] - Phát hành 21/11/2009 | 1. Wasteland 2. Love like this [ca khúc chủ đề] 3. Only one day 4. Obsess 5. Green peas |
| 7      | Mini album "Destination" - Phát hành 27/05/2010        | 1. Let me be the one 2. Love ya [ca khúc chủ đề] 3. Crazy For You 4. Let Me Be The One (Acoustic Version) 5. Love Ya (Instrumental) |

## Nhạc phim
| Tên phim                                                      | Nhạc phim                                                                        |
| ------------------------------------------------------------- | -------------------------------------------------------------------------------- |
| A Surgeon Bong Dal Hee(SBS TV Series) - Phát hành: 13-02-2007 | 1. Track 02: Memories of Childhood 2. Track 04: Love that can't be erased        |
| Kungya Kungya(Cartoon) - Phát hành: 26-04-2007                | 1. Track 02: Fly Away                                                            |
| Strongest Chil Woo[KBS2 Drama] - Phát hành: 27-06-2008        | 1. Track 2: If We Are Together                                                   |
| Boys Over Flower[KBS2 Drama] - Phát hành: 06-06-2009          | 1. Track 1: Because I'm Stupid 2. Track 2: Making A Love 3. Track 3: Do You Know |
| Playful kiss (Mischievous Kiss)                               | 1. One more time - Kim Hyun Joong solo                                           |

## Buổi hòa nhạc
- Step Up tại Seoul, Hàn Quốc (22-07-2006)
- Step Up tại Busan, Hàn Quốc (25-08-2006)
- Step Up tại Daegu, Hàn Quốc (12-08-2006)
- Concert tại Osaka, Nhật Bản (16 & 17-09-2006)
- Concert tại Seoul, Hàn Quốc (27-12-2006)
- Concert tại Tokyo, Nhật Bản (13 & 14-01-2007)
- Concert tại Thượng Hải, Trung Quốc (17-02-2008)
- Concert tại Tokyo, Nhật Bản (12 & 13-07-2008)
- Concert tại Osaka, Nhật Bản (16 & 17-07-2008)

## DVD
- SS501 1st Concert DVD – Step Up - Phát hành: 04 tháng 12 năm 2006 (Bản tiếng Hàn)
- SS501 1st Concert in Osaka - Phát hành: 28 tháng 3 năm 2007 (Bản tiếng Nhật)
- SS501 The 1st Story of SS501 - Phát hành: 19 tháng 4 năm 2007 (Bản tiếng Hàn)
- SS501 Live in Japan 2007 - Phát hành: 29 tháng 8 năm 2007 (Bản tiếng Nhật)
- SS501 Let's learn Korean with SS501 - Phát hành: 3 tháng 11 năm 2007 (Bản tiếng Nhật)
- SS501 Documentary of Heart to Heart - Phát hành: 24 tháng 12 năm 2007 (Bản tiếng Nhật)
- SS501 Special Event Tour Heart to Heart - Phát hành: 06 tháng 2 năm 2008 (Bản tiếng Nhật)
- SS501 The 1st Story of SS501 - Phát hành: 20 tháng 2 năm 2008 (Bản tiếng Nhật)
- SS501 1st Maxi Single in Japan Special DVD - Phát hành: 2008 (Bản tiếng Nhật)
- SS501 1st Album in Japan Special DVD - Phát hành: 2008 (Bản tiếng Nhật)
- SS501 Music Clip Vol.1 DVD - Phát hành: 16 tháng 7 năm 2008 (Bản tiếng Nhật)
- SS501 2008 Japan Tour Grateful Fays Thanks for... - Phát hành: 17 tháng 12 năm 2008 (Bản tiếng Nhật)
- SS501 PHOTO501 DVD - Phát hành: 20 tháng 11 năm 2008 (Bản tiếng Hàn)

## Chương trình TV
| Thành viên                     | Chương trình tham gia |
| ------------------------------ | --- |
| Tất cả                         | - M! Pick by Mnet (2005) - X-MAN by SBS 2005 - SS501 Stalker by Mnet 2006 - TVMAD.com by Mnet 2006 - Thanks for waking me up (MBC 2005 & 2006) - Thanks for raising me up (MBC 2006) - SS501 in LA by Mnet 2006 - SS501 in Japan by Mnet 2006 - SS501 in Osaka by Mnet 2006 - SS501 Variety SOS by Mnet 2006 - Open Concert by KBS (2007) - Idol World (2007) - Wonderful Outing (2008) - SS501 SOS Mnet (2006) - School of rock Mnet (2005) - Quiz sixth sense SBS (2009) - SS501 Idol World Summer Adventure by KM 2007 - SS501 GyaO MidTownTV 2007 - Star Golden Bell - Strong Heart - Infinity Challenge 2006 - Goldfish Radio Star 2009 - Chocolate love - E!New Korea Star Q10 2010 - M!Pick Mnet - Wonderful Day Mnet - Quiz! sixth sense 2009 - Energy Song Inkigayo - StarWatch 24h Mnet - Newton Music Show tvN - Cool Radio KBS - Star Golden Bell - Intimate Note 2009 - Star Real Story I AM Arirang TV - Miraculous Victory and Defeat - SS501's MBC Collection Show |
| Kim Huyn Joong                 | - We Got Married (MBC Variety Show 2008) - Boys Over Flowers (KBS2 Drama) - Gold Miss Diary Show - Yashimanman - Gourmand Table - The Star Secret |
| Kim Huyn Joong & Park Jung min | - Can Love Be Refilled? |
| Kim Kyu Jong                   | - Break (Mnet) |
| Park Jung Min                  | - Human Theatre 2010 (MBC Drama) - What Women Want |

## Music Videos
- Warning
- Never Again
- Everything
- Snow Prince
- Fighter
- Unlock
- Four Chance
- Coward
- Kokoro (tiếng Nhật)
- Distance (tiếng Nhật)
- Deja Vu
- Song For You
- Lucky Days (tiếng Nhật)
- You are my heaven
- Find
- Love like this
- Love ya
- Let me be the one

SS501 sub-group:(Heo Young Saeng, Kim Kyu Jong, Kim Hyung Jun)
- Ur Man

Các thành viên khác
- Kim Hyun Joong & Kim Kyu Jong xuất hiện trong video "..She laughed" của 2Shai
- Kim Hyun Joong xuất hiện trong video "Black Glasses" của Eru
- Kim Kyu Jong xuất hiện trong video " Women Are Just Like That" của Kim Dong Hee
- Kim Hyun Joong xuất hiện trong "As a man" của Gummy
- Kim Hyung Jun xuất hiện trong "Paparazzi" của Kang Min Youn

Solo Collection
- Nameless memory - Heo Young Saeng
- If you can't - Park Jung Min
- Hey G - Kim Hyung Jun
- Please be nice to me(be my girl) - Kim Hyun Joong
- Wuss up - Kim Kyu Jong
- Not Alone - Park Jung Min
- Girl - Kim Hyung Jun
- Oh!Ah!- Kim Hyung Jun
- Like tears are Falling -Park Jung Min
- Let It Go - Heo Young Saeng
- Please - Kim Hyun Joong
- Out the club - Heo Young Saeng
- Never let you go - Kim Kyu Jong
- Break down - Kim Hyun Joong
- Yesterday - Kim Kyu Jong
- Lucky Guy - Kim Hyun Joong
- Kiss Kiss - Kim Hyun Joong

## Quảng cáo
| Thành viên     | Hãng quảng cáo |
| -------------- | --- |
| Tất cả         | - Elite - đồng phục học sinh - Lotte - kem dưỡng - Mighty Mac - đồ trang sức - 1388 - dịch vụ điện thoại - Coq Sportif - đồ thể thao                                   |
| Kim Hyun Joong | - Anycall - Điện thoại cảm ứng của Samsung - Tony Molly- Mỹ phẩm - Basic House - Thời trang - DK Solf Drink - Đồ uống - The Face Shop - Mỹ phẩm - Hanteng - Thời trang |